# 야맹증
야맹증(夜盲症, 문화어: 밤눈증; 영어: nyctalopia)은 상대적으로 낮은 빛에서 보기가 어렵거나 아예 보지를 못하는 증상이다. 야맹증은 태어날 때부터 존재할 수 있고, 손상, 영양 불균형(이를테면 비타민 A의 부족)에 의해 초래할 수도 있다. 암순응을 충분히 하지 못하는 것으로 설명할 수도 있다.
야맹증의 반대말은 주맹증으로, 밝은 빛에서 볼 수 없는 현상을 가리키지만 이러한 증상은 매우 드문 편이다.

## 병인
- 비타민 A 결핍
- 망막색소변성증
- 선천성 야맹증 (congenital night blindness)
- 병리적 근시 (pathological myopia)
- 주변부 피질부 백내장 (peripheral cortical cataract)
- 오구치 병
- 시력 교정 수술 (RK, PRK, 라식)

## 역사적 이용
켈수스 (Aulus Cornelius Celsus)는 기원후 30년에 야맹증에 대해 기술하였고 효과적인 식이 보충을 권장하였다. 역사적으로 야맹증은 일시적인 야맹으로, 열대 지방에서는 달빛에서 잠을 잤기 때문에 벌어진 것이라 믿었다.

## 같이 보기
- 시각 장애